# Aspicilia laevatoides
Aspicilia laevatoides är en lavart som först beskrevs av Hugo Magnusson och som fick sitt nu gällande namn av Alfred Oxner. 
Aspicilia laevatoides ingår i släktet Aspicilia, och familjen Megasporaceae. Enligt den finländska rödlistan är arten otillräckligt studerad i Finland. Arten är reproducerande i Sverige. Artens livsmiljö är klippstränder vid sjöar och vattendrag.